# ステファニー・シェー
ステファニー・シェー（Stephanie Sheh、1977年4月10日 - ）は、アメリカ合衆国の女性声優、脚本家、音響監督、プロデューサー。台湾系アメリカ人。声種はアルト。別名義にジェニファー・セキグチ（Jennifer Sekiguchi）、ティファニー・シェー（Tiffany Hsieh）などがある。

## 人物
ミシガン州カラマズーで生まれ、北カリフォルニアで育つ。モンタビスタ高校、カリフォルニア大学ロサンゼルス校卒業。
大学在学中の1998年からDigital Manga社にパートタイマーとして勤務。同社が製作した『W3』のインタラクティブCD-ROMの声優オーディションを受け、星兄弟の母役が声優としてのデビュー作となるが、同作はお蔵入りとなった。
1999年から2001年までソニック・ポイントにてプロデューサーとして活動し、2000年からはADR台本の脚本家としても活動している。
セカンドシティ・トレーニングセンター、イースト・ウェスト・プレイヤーズ、スーザン・ブルー・ボイスオーバーワークショップ出身。
思い入れのある作品として『フリクリ』を挙げている。

## 出演作品
太字はメインキャラクター

### テレビアニメ
2001年
- 天使になるもんっ!（シルキー）

2002年
- あぃまぃみぃ!ストロベリー・エッグ（姫島藤緒）
- ヴァンドレッド the second stage（シャーリー）
- HELLSING（女吸血鬼、ウェイトレス）

2003年
- 灰羽連盟（ミドリ）
- ちっちゃな雪使いシュガー（グレタ）
- ママレード・ボーイ（高瀬弥生、クリス）
- 夢で逢えたら（潮崎渚）

2004年
- R.O.D -THE TV-（西園はるひ）
- 一騎当千（陳宮公台）
- GAD GUARD（きらら）
- 京極夏彦 巷説百物語（お玉、八重）
- はじめの一歩（2004年 - 2006年、間柴久美） - 2シリーズ[一覧 1]
- MOUSE（柿生葉月）
- 魔装機神サイバスター（上条ミズキ）
- 妄想代理人（留守番電話の声 他）
- RAVE（メロディア）

2005年
- IGPX（ユリ・ジンノ、ベラ・ディマルコ）
- ウルトラマニアック（立石亜由）
- GIRLSブラボー（2005年 - 2006年、小島桐絵） - 2シリーズ[一覧 2]
- 巌窟王（エデ）
- 今日からマ王!（ライラ）
- グレネーダー 〜ほほえみの閃士〜（琴）
- 絢爛舞踏祭 ザ・マーズ・デイブレイク（東原恵）
- 攻殻機動隊 S.A.C. 2nd GIG（テレサ、ウチコマ）
- 恋風（小日向七夏）
- 金色のガッシュベル!!（響詞音）
- サムライチャンプルー（コザ）
- 忘却の旋律（ココ）
- 蒼穹のファフナー（遠見真矢）
- 高橋留美子劇場（志摩聖子）
- 高橋留美子劇場 人魚の森（女の声）
- Di Gi Charat（ゲマ）
- DearS（幾原菜月）
- 天上天下（棗亜夜）
- NARUTO -ナルト-（日向ヒナタ、金武土 他）
- 花右京メイド隊 La Verite（まろん）
- 光と水のダフネ（花岡ゆかり）
- 瓶詰妖精（ほろろ）
- プラネテス（セリエ）

2006年
- かみちゅ!（三枝祀）
- ガン×ソード（ウエンディ・ギャレット）
- 神無月の巫女（来栖川姫子）
- 交響詩篇エウレカセブン（エウレカ）
- ジャングルはいつもハレのちグゥ（グゥ）
- テニスの王子様（小坂田朋香）
- Paradise Kiss（山口アリス）
- BLEACH（井上織姫、虎徹勇音、国枝鈴、花梨の友達）
- Fate/stay night（イリヤスフィール・フォン・アインツベルン）
- BOYS BE…（風間有美）
- MÄR-メルヘヴン-（アルマ）
- ルパン三世 (TV第2シリーズ)（マーガレット、アンジェリカ）

2007年
- ああっ女神さまっ それぞれの翼（矢間野里子）
- ザ・サード 〜蒼い瞳の少女〜（マリー）
- 涼宮ハルヒの憂鬱（朝比奈みくる）
- ゼーガペイン（ミズキ）
- デジモンセイバーズ（白川恵、キャスター、他）
- ノエイン もうひとりの君へ（前田あや、恵美）
- 火の鳥（タマミ）
- BLOOD+（モニーク）
- ボボボーボ・ボーボボ（メンマ）
- 蟲師（淡幽）

2008年
- コードギアス 反逆のルルーシュ（皇神楽耶、カレンの母、アーニャ・アールストレイム） - 2シリーズ[一覧 3]
- さぁイコー! たまごっち（まめっち、めめっち、めいどっち）
- 地獄少女（戸高ユリア）
- Three Delivery（スー・イー）
- 天元突破グレンラガン（キノン・バチカ）
- 天保異聞 妖奇士（宰蔵）
- 武装錬金（毒島華花）
- らき☆すた（小神あきら）

2009年
- あまえないでよっ!!（天川春佳）
- あまえないでよっ!!喝!!（天川春佳）
- 黒神 The Animation（エクセル）
- スティッチ!（太郎）
- ハチミツとクローバー（勅使河原美和子）
- MONSTER（クララ）

2010年
- 結界師（川上雲母、雪村静江〈2代目〉、キョーコ、他）
- Scooby-Doo! Mystery Incorporated（マイル）
- 涼宮ハルヒの憂鬱（2009年版）（朝比奈みくる）
- ストライクウィッチーズ（ゲルトルート・バルクホルン）
- スレイヤーズREVOLUTION（シルフィール＝ネルス＝ラーダ）
- 戦国BASARA（かすが）
- NARUTO -ナルト- 疾風伝（日向ヒナタ）
- のだめカンタービレ（鈴木萌）
- ハチミツとクローバーII（勅使河原美和子）
- ヴァンパイア騎士（若葉沙頼）
- 東のエデン（葛原みくる）
- MONSTER（ベトナム人女医）

2011年
- ウルヴァリン（美雪）
- X-MEN（市来久子）
- かしまし 〜ガール・ミーツ・ガール〜（大佛はずむ）
- CHAOS;HEAD（岸本あやせ）
- けいおん!（平沢唯）
- 最強合体 ミックスマスター（モレーン）
- Secret Millionaires Club（リサ）
- Shelf Life（テディ）
- スティッチ! 〜いたずらエイリアンの大冒険〜（太郎）
- デュラララ!!（神近莉緒）
- 鋼の錬金術師 FULLMETAL ALCHEMIST（ブロッシュの妹）
- バクマン。（亜豆美保）
- ヴァンパイア騎士 Guilty（若葉沙頼）
- Scooby-Doo! Mystery Incorporated（Mai Li）

2012年
- Care Bears: Welcome to Care-a-Lot（シェアベア）
- けいおん!!（平沢唯）
- Puppy in My Pocket: Adventures in Pocketville（ケイト）
- ストライクウィッチーズ2（ゲルトルート・バルクホルン）
- 戦国BASARA弐（かすが）
- レベルE（サキ）
- Care Bears: Welcome to Care-a-Lot（Share Bear, Baby Tugs Bear、Laugh-a-Lot Bear, Secret Bear）
- DC Nation Shorts: Batman of Shanghai（キャットウーマン）

2013年
- 青の祓魔師（クロ）
- アクセル・ワールド（倉嶋千百合）
- クイーンズブレイド リベリオン（シギィ、ライラ）
- エウレカセブンAO（エウレカ）
- これはゾンビですか? オブ・ザ・デッド（クリス）
- ZETMAN（中田一郎、天城小葉〈子供時代〉）
- ソードアート・オンライン（ユイ）
- TIGER & BUNNY（クリーム）
- Fate/Zero（イリヤスフィール・フォン・アインツベルン）
- Friends: Dolphin Cruise（Ms.スティーヴンス）
- LUPIN the Third -峰不二子という女-（アイシャ）
- レジェンド・オブ・コーラ（Zhu Li Moon、Rohan）

2014年
- ぼくはクラレンス!（デビー〈シーズン1第5話「クラレンス・ドル!」〉）
- キルラキル（針目縫）
- K（ネコ）
- 美少女戦士セーラームーン （月野うさぎ、ちびうさ）※ビズメディア版 - 5シリーズ

2015年
- シドニアの騎士（星白閑）
- ジョジョの奇妙な冒険（スージーQ）
- スマイルプリキュア!
- ソードアート・オンラインII（ユイ）
- 超次元ゲイム ネプテューヌ THE ANIMATION （アブネス、イストワール）
- マイルズのトゥモローランドだいさくせん（Po Po）
- ビー・クール スクービー・ドゥー!（英語版）（Bond 〈エピソード「Screama Donna」〉）
- DCスーパーヒーロー・ガールズ（カタナ）
- 長門有希ちゃんの消失（朝比奈みくる）
- 七つの大罪（ジール）
- Fate/stay night [Unlimited Blade Works]（イリヤスフィール・フォン・アインツベルン）
- マギ The kingdom of magic（シェヘラザード）

2016年
- ラブライブ! 2nd Season（矢澤こころ）
- マケン姫っ!通（イリヤのコスプレイヤー）
- ダンガンロンパ3 -The End of 希望ヶ峰学園-（罪木蜜柑）

2017年
- ドキドキ!プリキュア（剣崎真琴 / キュアソード）
- ザ・ラウド・ハウス（Beatrix, Belle、Beau Jr.〈第2シーズン「Future Tense」〉）
- ぼくらベアベアーズ（アマンダ〈シーズン3「ひと夏の恋」〉、レーザーガール〈シーズン3「レーザー・サバイバルゲーム」〉）

2018年
- アベンジャーズ・アッセンブル（クリスタル〈シーズン5第6話「アティランの霧」〉）
- テラフォーマーズ（ニーナ・ユージック、エリカ・ナカノジョ、ジョイス、レイチェル）
- ポプテピピック（ポプ子、ベーコンムシャムシャくん）※第8話Aパート

2019年
- キャノン・バスターズ（英語版）（ケイシー・ターンバックル）
- ピンキー・マリンキー（英語版）（ジェシー〈パート2第13話「上級クラス」〉）
- ソードアート・オンライン アリシゼーション（ユイ）
- プッカ（Granny, Panky）

2020年
- グリッチ・テックス（ミコの母）
- 機動戦士ガンダムSEED HDリマスター版（ラクス·クライン）
- レゴ モンキーキッド（メイ）

2021年
- 機動戦士ガンダムSEED DESTINY HDリマスター版（ラクス·クライン）
- High Guardian Spice（オリーブ）

2022年
- 禍つヴァールハイト -ZUERST-（ミネルバ）

### 劇場アニメ
2003年
- ジャングル大帝（マリー）

2005年
- デジモンテイマーズ 冒険者たちの戦い（上原美波）
- ママレード・ボーイ（ガストマンΖ）

2006年
- イノセンス（アナウンサー）※イギリスDVD版
- 劇場版 NARUTO -ナルト- 木ノ葉の里の大うん動会（日向ヒナタ）

2007年
- HIGHLANDER ハイランダー 〜ディレクターズカット版〜

2008年
- えいがでとーじょー! たまごっち ドキドキ! うちゅーのまいごっち!?（まめっち、みみっち）
- 劇場版BLEACH MEMORIES OF NOBODY（井上織姫）
- 劇場版xxxHOLiC 真夏ノ夜ノ夢（少女）

2009年
- 劇場版BLEACH The DiamondDust Rebellion もう一つの氷輪丸（井上織姫、虎徹勇音）
- スカイ・クロラ The Sky Crawlers（草薙水素）

2010年
- 涼宮ハルヒの消失（朝比奈みくる）

2011年
- 劇場版 NARUTO -ナルト- 疾風伝 絆（日向ヒナタ）
- 劇場版BLEACH Fade to Black 君の名を呼ぶ
- 交響詩篇エウレカセブン ポケットが虹でいっぱい（エウレカ）
- 東のエデン 劇場版I The King of Eden（葛原みくる）
- 東のエデン 劇場版II Paradise Lost （葛原みくる）
- Mia and the Migoo（少女）

2012年
- 絵の中の小さな人々
- 宇宙ショーへようこそ（小山夏紀）
- 劇場版 NARUTO -ナルト- 疾風伝 火の意志を継ぐ者（日向ヒナタ）
- 劇場版BLEACH 地獄篇（井上織姫）
- 蒼穹のファフナー HEAVEN AND EARTH（遠見真矢）
- Fate/stay night UNLIMITED BLADE WORKS（イリヤスフィール・フォン・アインツベルン）

2013年
- アーネストとセレスティーヌ
- 青の祓魔師 ―劇場版―（クロ）
- 映画けいおん!（平沢唯）
- ベルセルク 黄金時代篇II ドルドレイ攻略
- BLOOD-C The Last Dark
- リトルウィッチアカデミア（ロッテ・ヤンソン）

2014年
- ももへの手紙（宮浦もも）

2015年
- 009 RE:CYBORG（001：イワン・ウイスキー）
- リトルウィッチアカデミア 魔法仕掛けのパレード（ロッテ・ヤンソン、ヤスミンカ・アントネンコ）
- UFO学園の秘密（森下夏実）

2016年
- おもひでぽろぽろ（アイ子）
- 君の名は。（宮水三葉）
- サイボーグ009VSデビルマン（フランソワーズ・アルヌール）

2017年
- 劇場版 美少女戦士セーラームーンR（月野うさぎ）
- 映画 聲の形（将也の姉）
- ひるね姫 〜知らないワタシの物語〜（チコ）
- 夜明け告げるルーのうた（海老名遊歩）

2018年
- 紅き大魚の伝説（チュン）
- Fate/stay night [Heaven's Feel]（イリヤスフィール・フォン・アインツベルン）
- リズと青い鳥（傘木希美、中野蕾実）

2019年
- 白蛇: 縁起（白）

2020年
- 天気の子（宮水三葉）
- ドラゴンクエスト ユア・ストーリー（ビアンカ）

2021年
- 夜は短し歩けよ乙女（プリンスダルマ）

2022年
- 映画大好きポンポさん
- 鹿の王 ユナと約束の旅（妻）
- 竜とそばかすの姫

2024年
- 機動戦士ガンダムSEED FREEDOM（ラクス・クライン） ※作品プロデューサーも兼任[6]。

### OVA
2002年
- 超神姫ダンガイザー3（めぐみ）
- フリクリ（サメジマ・マミ美）

2003年
- 夢で逢えたら（潮崎渚）

2004年
- アーリーレインズ（マーガレット・ハート）
- ここはグリーン・ウッド（美佐子）※メデイアブラスター版
- でたとこプリンセス（ラピス）

2005年
- アクエリアンエイジ Saga II 〜Don't forget me…〜（厳島美鈴）
- ストリートファイターZERO: ジェネレーションズ（さやか）
- 戦闘妖精雪風（チュンヤン）
- 低俗霊DAYDREAM（子供時代の一瀬）
- Di Gi Charat劇場 ぴよこにおまかせぴょ!（ゲマ）

2007年
- ジャングルはいつもハレのちグゥ デラックス（グゥ）
- 戦闘妖精少女 たすけて! メイヴちゃん（メイヴちゃん）
- テイルズ オブ ファンタジア THE ANIMATION（アーチェ・クライン）
- 天上天下 ULTIMATE FIGHT（棗亜夜）
- FREEDOM（アオ）

2008年
- スクールランブル 一学期補習（幽霊の少女）

2010年
- 機動戦士ガンダムUC（オードリー・バーン〈ミネバ・ラオ・ザビ〉、ハロ）

2011年
- DARKER THAN BLACK -黒の契約者- 外伝（野良犬）

2017年
- 機動戦士ガンダム THE ORIGIN（ハロ）

### Webアニメ
2011年
- 涼宮ハルヒちゃんの憂鬱（朝比奈みくる）
- にょろーん ちゅるやさん（朝比奈みくる）

2013年
- モンスター・ハイ（ジナファイア・ロン、ジェーン・ブーリトル）
- エバー・アフター・ハイ（ダッチェス・スワン）

2015年
- 美少女戦士セーラームーンCrystal（月野うさぎ）

2021年
- スター・ウォーズ: ビジョンズ（サク）

2022年
- コタローは1人暮らし（秋友美月）

### ゲーム
1999年
- Might and Magic VII: For Blood and Honor

2002年
- Might and Magic IX

2004年
- シャドウハーツII（アナスタシア）

2005年
- ObsCure（英語版）（シャノン・マシューズ）
- ラジアータ ストーリーズ（リドリー・ティンバーレイク）

2006年
- 幻想水滸伝V（レレイ）
- 金色のガッシュベル!! 激闘!最強の魔物達（ペニー）
- ダージュ オブ ケルベロス ファイナルファンタジーVII
- テイルズ オブ ジ アビス（ナタリア・ルツ・キムラスカ・ランバルディア）
- NARUTO -ナルト- うずまき忍伝（日向ヒナタ）
- NARUTO -ナルト- ナルティメットヒーロー（日向ヒナタ）
- ヴァルキリープロファイル2 シルメリア（シルメリア・ヴァルキュリア）
- 魔界戦記ディスガイア2（ハナコ ）
- ランブルローズXX（テープの声）

2007年
- エースコンバット6 解放への戦火
- オーディンスフィア（メルセデス）
- ストラングルホールド（テコ）
- ソウルクレイドル 世界を喰らう者（ダネット）
- デジモンセイバーズ アナザーミッション（白川恵）
- hack//G.U. Vol.3 歩くような速さで（タビー）
- トラスティベル 〜ショパンの夢〜（セレナーデ）
- バイオハザード アンブレラ・クロニクルズ（レベッカ・チェンバース）
- ブルードラゴン（サーリア、子供）
- PROJECT SYLPHEED（メイ・クライトン）
- 無双OROCHI（妲己）
- Riviera 〜約束の地リヴィエラ〜（リナ）

2008年
- アーマード・コア フォーアンサー
- Aion: The Tower of Eternity
- Operation Darkness
- カルドセプト サーガ
- テイルズ オブ ヴェスペリア
- デビルメイクライ4（キリエ）
- ペルソナ3 フェス（メティス）
- スターオーシャン1 First Departure（エリス・ジェランド）
- 無双OROCHI 魔王再臨（妲己）

2009年
- INFAMOUS〜悪名高き男〜
- ターミネーター4（レジスタンス兵士）
- バイオハザード5（レベッカ・チェンバース 、マジニ）
- ベヨネッタ（セレッサ）※モーションキャプチャーも担当。
- マグナカルタ2（セレスティン・ロア）

2010年
- Arcania: Gothic 4
- Shira Oka: Second Chances（あや、ゆい）
- 戦国BASARA3（かすが）
- Dance Central（エミリア）
- NARUTO -ナルト- ナルティメットストーム2（日向ヒナタ）
- Bioshock2（マドモアゼル・ブランシェ・デグレース）
- HOSPITAL. 6人の医師（トモエ・タチバナ）
- バイオハザード ダークサイド・クロニクルズ（ハンナ）
- ファイナルファンタジーXIII
- 北斗無双（リン）
- Love Dance Seed（Marie Rose Mayfield）

2011年
- バイオハザード ザ・マーセナリーズ 3D（レベッカ・チェンバース）

2012年
- NINJA GAIDEN 3（カンナ）※モーションキャプチャーも担当。
- バイナリー ドメイン
- ファイナルファンタジーXIII-2
- 魔界戦記ディスガイア3（サファイア・ロードナイト）

2013年
- マックス アナーキー（リンリン、フェイリン、アイリン、ステラ・フィッツジェラルド）
- ファイアーエムブレム 覚醒（サーリャ、デジェル）
- Disney Princess Palace Pets（Petit、Treasure）
- グランド・セフト・オートV（The Local Population）
- NARUTO -ナルト- 疾風伝 ナルティメットストーム3（日向ヒナタ）
- ソニック ロストワールド（ジーナ）

2014年
- ブレイブリーデフォルト（エアリー）
- スーパーダンガンロンパ2 さよなら絶望学園 （罪木蜜柑）

2015年
- STELLA GLOW（ポポ）

2016年
- ファイアーエムブレムif（ベルカ、ゾフィー、シャラ）
- ワールド オブ ファイナルファンタジー（シェルロッタ）
- Skylanders: Imaginators（英語版）（Ember）

2017年
- ファイアーエムブレム ヒーローズ（サーリャ、ベルカ、シャラ）
- .hack//G.U. Last Recode（タビー）

2018年
- メイド イン ワリオ ゴージャス（モナ、カット、アイミ）
- Marvel's Spider-Man（追加ボイス）
- 鉄拳7（ジュリア・チャン）

2019年
- デビルメイクライ5（キリエ）
- SEKIRO: SHADOWS DIE TWICE（エマ）
- クラッシュ・バンディクーレーシング ブッとびニトロ!（メグミ、ヤヤ・パンダ）
- インディヴィジブル 闇を祓う魂たち（ラズミ）

2020年
- ビタミンコネクション（ぼよ、アンカーウーマン）
- The Legend of Heroes: Trails of Cold Steel IV（英語版）（Estelle Bright）

2021年
- クッキーラン: キングダム（ジャングル戦士味クッキー）
- おすそわける メイド イン ワリオ（モナ、カット）
- LOST JUDGMENT 裁かれざる記憶（城崎さおり）

### 吹き替え
2005年
- シスターズ（タワン）
- スカイハイ 劇場版（斉木美奈〈釈由美子〉）
- 着信アリ（小西なつみ〈吹石一恵〉）

2008年
- 片腕マシンガール（ヨシエ〈木嶋のりこ〉）
- デビルマン（牧村美樹〈酒井彩名〉）

2009年
- 蟲師（淡幽〈蒼井優〉）

2018年
- ケーブル・ガールズ（ルシア）
- ヒストリー・オブ・コロンビア（マリア・ホセ）
- BLEACH 死神代行篇（井上織姫〈真野恵里菜〉）

2019年
- Kardec（エルマンス・デュフォー）
- カルロとマリク 2人の刑事（リオラ、リアン・フー）

2020年
- Patria
- 陰陽師: とこしえの夢
- 狩りの時間
- この子をよろしく 突然!? 育児トライアル
- 桜のような僕の恋人（有明美咲松本穂香〉）
- 保健教師アン・ウニョン（ホ・ワンス）
- ミダスの手先
- リアリティZ

2021年
- シーシュポス：The Myth

2022年
- アンナラスマナラ －魔法の旋律－

### 実写映画
2009年
- Aussie and Ted's Great Adventure（その他の声）

### その他
- アドベンチャーズ・イン・ボイス・アクティング（2008年、本人出演）

## 参加作品

### テレビアニメ（スタッフ）
2001年
- 天使になるもんっ!（プロデューサー、ADR台本、字幕スクリプト）

2003年
- ガンフロンティア（スポッティング）
- 十二国記（ADR台本、スポッティング）
- ちょびっツ（スポッティング）
- フィギュア17 つばさ&ヒカル（台本）
- 炎の蜃気楼（スポッティング）
- 陸上防衛隊まおちゃん（スポッティング）

2004年
- 一騎当千（脚色）
- おとぎストーリー 天使のしっぽ（アシスタント・プロデューサー、ADR台本）
- BURN-UP EXCESS（台本）

2005年
- ああっ女神さまっ（脚色）
- AVENGER（脚色）
- ガングレイヴ（ADR台本）
- 蒼穹のファフナー（ADR台本）
- 高橋留美子劇場（台本）
- Di Gi Charat（ADR台本）
- トランスフォーマー ギャラクシーフォース（台本）
- 花右京メイド隊 La Verite（台本）
- PIANO（台本）
- 炎の蜃気楼（台本）

2006年
- 神無月の巫女（ADR台本）
- Paradise Kiss（ADRディレクター、ADR台本）

2007年
- ザ・サード 〜蒼い瞳の少女〜（脚色）
- 地獄少女（台本）
- SuperNormal（サウンドエンジニア）
- 火の鳥（脚色、アソシエイト・プロデューサー〈第7 - 13話〉）

2009年
- ロミオ×ジュリエット（台本）

2010年
- Robotomy（ダイアログエンジニア）

2012年
- Peter Rabbit（レコーディングエンジニア）

2013年
- クイーンズブレイド リベリオン（キャスティング・ディレクター、ADR台本）
- ZETMAN（プロデューサー、音声演出、ポストプロダクション・スーパーバイザー、プロダクション・コーディネーション、レコーディングエンジニア）

### 劇場アニメ（スタッフ）
2003年
- ジャングル大帝（制作進行）

2012年
- 宇宙ショーへようこそ（ADRディレクター、ADR台本）
- 絵の中の小さな人々（プロデューサー、台本脚色、キャスティング）
- パリ猫ディノの夜（キャスティング・ディレクター）
- ベルセルク 黄金時代篇I 覇王の卵（プロダクション・マネージャー、台本脚色、レコーディングエンジニア）

2013年
- アーネストとセレスティーヌ（ポストプロダクション・スーパーバイザー、脚色、キャスティング）
- ベルセルク 黄金時代篇II ドルドレイ攻略（ポストプロダクション・スーパーバイザー、プロダクション・マネージャー、台本脚色）

2014年
- サカサマのパテマ（ADRディレクター、キャスティング・ディレクター）
- ベルセルク 黄金時代篇III 降臨（ポストプロダクション・スーパーバイザー、プロダクション・マネージャー、台本脚色）
- ももへの手紙（キャスティング・ディレクター、プロダクション・コーディネーション、脚色）

2016年
- 君の名は。（ADRディレクター）
- 西遊記 ヒーロー・イズ・バック（ADRリレコーディスト）

2017年
- 打ち上げ花火、下から見るか? 横から見るか?（ADRディレクター）
- 映画 聲の形（音声演出、キャスティング）
- ひるね姫 〜知らないワタシの物語〜（音声演出、レコーディングエンジニア、キャスティング）
- 夜明け告げるルーのうた（プロデューサー、音声演出、台本）

2019年
- マジンガーZ / INFINITY（キャスティング）

2020年
- きみと、波にのれたら（プロデューサー、ADRディレクター、台本、キャスティング）
- 天気の子（プロデューサー、ADRディレクター、台本脚色）

2021年
- 夜は短し歩けよ乙女（ADRディレクター、台本）

### OVA（スタッフ）
2002年
- フリクリ（プロデューサー、字幕スクリプト）

2003年
- イース 天空の神殿〜アドル・クリスティンの冒険〜（スポッティング）

2004年
- ここはグリーン・ウッド（ADR台本）

2005年
- アクエリアンエイジSagaII〜Don't forget me…〜（台本、プロジェクト・コーディネーター）
- コゼットの肖像（ADR台本）
- 新ゲッターロボ（ADR台本）
- Di Gi Charat劇場 ぴよこにおまかせぴょ!（脚色）
- 炎の蜃気楼〜みなぎわの反逆者〜（ADR台本）

2007年
- FREEDOM-PROJECT（アシスタント・ADRディレクター、キャスティング・ディレクター、台本）

2010年
- 機動戦士ガンダムUC（プロダクション・コーディネーション、台本脚色）

2017年
- 機動戦士ガンダム THE ORIGIN（ADRディレクター、レコーディングエンジニア、プロダクション・コーディネーション、キャスティング、台本）

### ゲーム（スタッフ）
2004年
- Obscure（音声演出）

2008年
- 悪魔城ドラキュラ ジャッジメント（ADRディレクター）

2010年
- 戦国BASARA3（ADR台本）
- バイオハザード ダークサイド・クロニクルズ（音声演出）

2012年
- バイオハザード リベレーションズ（音声演出）

### 吹き替え（スタッフ）
- キューティーハニー（2007年、テーマソング歌唱）
- リアリティZ（2020年、音声演出）

### コミック（スタッフ）
2003年
- デ・ジ・キャラット公式コミックアンソロジー（脚色）
- デジモンアドベンチャーアニメコミック（翻訳）
- フリクリ（脚色）

2004年
- アクエリアンエイジ オリオンの少年（脚色）※第1巻のみ

### シリーズ一覧
1. ↑  『はじめの一歩』（2004年）、『はじめの一歩：チャンピオンロード』（2006年）
2. ↑  first season（2005年）、second season（2006年）
3. ↑  『コードギアス 反逆のルルーシュ』『コードギアス 反逆のルルーシュR2』（2008年）